# Шевалье
Шевалье́ (фр. chevalier «едущий на коне», то есть рыцарь, кавалер):
- младший дворянский титул в феодальной Франции старого порядка.
- дворянин, посвящённый французским королём в рыцарское звание.

В Средние века словом шевалье (chevalier) во Франции называли рыцарей, особенно странствующих. В Новое время для обозначения принадлежности к высшему сословию так именовали младших сыновей в дворянских семьях, в соответствии с правилом майората не получивших наследства, — в том случае, если эти лица не имели иного титула (баронского, графского, маркизского и так далее).
В настоящее время используется как название ранга в орденах Франции.